# Waikato United
Waikato United fue un club de fútbol, ubicado en la región de Waikato, que logró dos subcampeonatos en la ya difunta Liga Nacional y un título en la Northern League, bajo el nombre de Waikato AFC.

## Palmarés
- Copa Chatham (1): 1988.
- Northern League (1): 1987.